# スタンコ・トドロフ

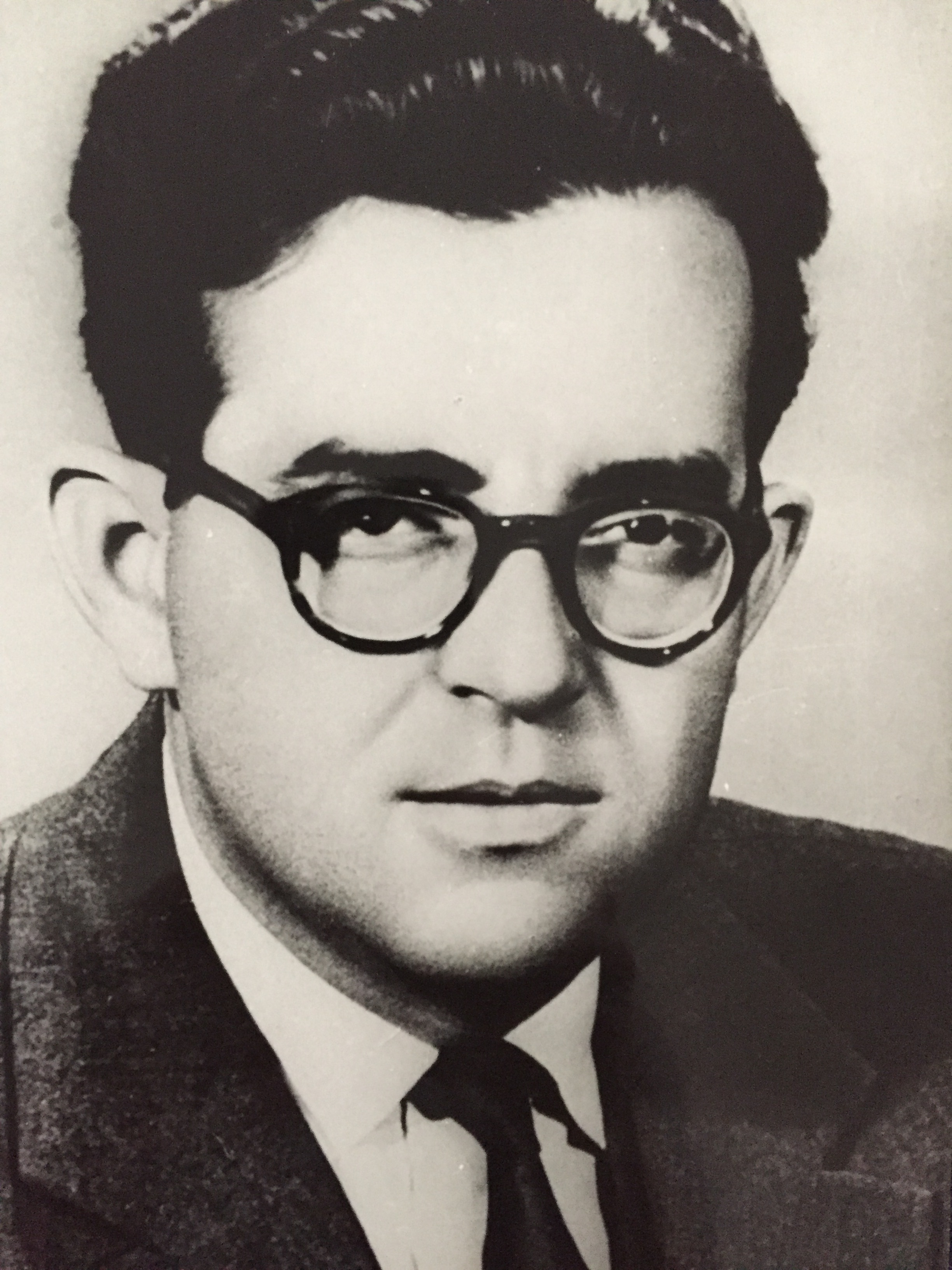
Stanko Todorov

スタンコ・トドロフ（Станко Георгиев Тодоров、1920年12月10日 - 1996年12月17日）は、ブルガリアの政治家。共産政権時代、閣僚会議議長（首相、1971年7月 - 1981年6月）を務め、民主化運動を受けての自由選挙後、一時的に大統領（1990年7月6日 - 17日）を代行した。

## 経歴
クレノヴィク町（現ペルニク州ラドミル自治体）の鉱山労働者の家庭に生まれる。1936年～1941年、ソフィアの縫製工場で働く。進歩青年運動に参加。1941年、軍に召集されたが、1943年に脱走。1943年からブルガリア共産党に入党し、1944年の九月人民武装蜂起に参加した。
1944年末から1947年まで労働青年同盟ソフィア州委員会、中央委員会で働く。1947年～1950年、労働青年同盟中央委員会書記。1950年、ブルガリア共産党ソフィア州委員会書記、1950年～1952年、党ブルガス州委員会第一書記。1954年から党中央委員会委員。1959年12月～1961年11月、政治局員候補、1961年11月から政治局員。1957年～1959年、1966年～1971年、党中央委員会書記。1952年から人民議会代議員。
1952年～1957年、農業相。1959年～1966年、閣僚会議副議長となり、1959年～1962年、ゴスプラン議長を兼任。1971年7月から閣僚会議議長。1981年6月16日、辞任。
その後、議会の議長に就任し、1990年に初めて複数政党制の選挙が行われるまでその職を務めた。この時期、ブルガリアや他の東欧諸国に改革を求める圧力が高まる中、彼は共産党の改革派を支持した。彼は1989年に長年の党首トドル・ジフコフの解任に関与した。1990年の選挙直前、トドロフは1990年7月6日から1990年7月17日までブルガリア大統領代行を務めた。彼は選挙で議会の議席を獲得したが、健康上の理由でその年の後半に辞任した。
1996年12月17日死去（76歳）。

## 叙勲
ゲオルギ・ディミトロフ勲章2個を受賞。
| 公職                      | 公職                                                       | 公職                             |
| ------------------------- | ---------------------------------------------------------- | -------------------------------- |
| 先代 ペトゥル・ムラデノフ | ブルガリア共和国大統領 （臨時）1990年                      | 次代 ニコライ・トドロフ （臨時） |
| 先代 トドル・ジフコフ     | ブルガリア人民共和国 閣僚評議会議長 第7代：1971年 - 1981年 | 次代 グリーシャ・フィリポフ      |